# Ağaçyurdu, Karaman
Ağaçyurdu là một xã thuộc thành phố Karaman, tỉnh Karaman, Thổ Nhĩ Kỳ. Dân số thời điểm năm 2011 là 128 người.